# Recopa de Europa de baloncesto 1966-67
La Recopa de Europa de Baloncesto 1966-67 fue la primera edición de esta competición organizada por la FIBA que reunía a los campeones de las ediciones de copa de los países europeos. Tomaron parte 19 equipos, proclamándose campeón el Ignis Varese italiano.

## Participantes
| Austria             | 1 | Handelsministerium     |
| Bélgica             | 1 | Royal IV               |
| Bulgaria            | 1 | Botev                  |
| Checoslovaquia      | 1 | Spartak ZJŠ Brno       |
| Finlandia           | 1 | Helsingin Kisa-Toverit |
| Francia             | 1 | Nantes                 |
| Grecia              | 1 | Aris                   |
| Israel              | 1 | Maccabi Tel Aviv       |
| Italia              | 1 | Ignis Varese           |
| Luxemburgo          | 1 | Diekirch               |
| Países Bajos        | 1 | Flamingo's Haarlem     |
| Polonia             | 1 | Wisła Kraków           |
| Portugal            | 1 | Benfica                |
| Rumania             | 1 | Dinamo Bucureşti       |
| España              | 1 | Juventud Kalso         |
| Suecia              | 1 | Duvbo                  |
| Turquía             | 1 | İTÜ                    |
| Alemania Occidental | 1 | Gießen 46ers           |
| Yugoslavia          | 1 | Partizan               |

## Primera ronda
| Equipo 1               | Agr.    | Equipo 2         | Ida    | Vuelta |
| ---------------------- | ------- | ---------------- | ------ | ------ |
| Duvbo                  | 0–4*    | Dinamo Bucureşti | 0–2    | 0–2    |
| Juventud Kalso         | 225–95  | Benfica          | 107–38 | 118–57 |
| Helsingin Kisa-Toverit | 149–206 | Wisła Kraków     | 77–97  | 72–109 |
| Bandera de Marruecos   | 0–2**   | Ignis Varese     | 0-2    |        |

*Duvbo se retiró antes del comienzo de la competición, y el Dinamo Bucureşti recibió un marcador de 2-0 en ambos partidos.
**Originalmente, el campeón de la copa de Marruecos debería haberse enfrentado al campeón italiano, pero ningún equipo del país norteafricano fue designado para esta competición. Por ello, el Ignis Varese recibió un marcador de 2-0.

## Segunda ronda
| Equipo 1         | Agr.    | Equipo 2           | Ida    | Vuelta  |
| ---------------- | ------- | ------------------ | ------ | ------- |
| Dinamo București | 144–152 | Royal IV           | 86–70  | 58–82   |
| Diekirch         | 170–210 | Spartak ZJŠ Brno   | 69–94  | 101–116 |
| Ignis Varese     | 160–111 | Nantes             | 81–43  | 69–68   |
| İTÜ              | 129–155 | Partizan           | 71–75  | 50–80   |
| Juventud Kalso   | 182–121 | Flamingo's Haarlem | 84–49  | 98–72   |
| Maccabi Tel Aviv | 172–162 | Aris               | 101–71 | 71–91   |
| Gießen 46ers     | 141–206 | Wisła Kraków       | 77–106 | 64–100  |
| Botev            | 153–147 | Handelsministerium | 83–74  | 70–73   |

## Cuartos de final
| Equipo 1       | Agr.     | Equipo 2         | Ida    | Vuelta |
| -------------- | -------- | ---------------- | ------ | ------ |
| Royal IV       | 154–179  | Spartak ZJŠ Brno | 76–88  | 69–91  |
| Ignis Varese   | 159–128  | Partizan         | 83–55  | 76–73  |
| Juventud Kalso | 152–152* | Maccabi Tel Aviv | 101–69 | 51–83  |
| Wisła Kraków   | 127–147  | Botev            | 75–52  | 60–87  |

* Tras un empate a 152 en el cómputo global, se disputó un tercer partido de desempate, en el que Maccabi Tel Aviv ganó 75–51.

## Semifinales
| Equipo 1         | Agr.    | Equipo 2     | Ida   | Vuelta |
| ---------------- | ------- | ------------ | ----- | ------ |
| Spartak ZJŠ Brno | 136–142 | Ignis Varese | 83–84 | 53–58  |
| Maccabi Tel Aviv | 158–128 | Botev        | 91–60 | 67–68  |

## Final
| Equipo 1     | Agr.    | Equipo 2         | Ida   | Vuelta |
| ------------ | ------- | ---------------- | ----- | ------ |
| Ignis Varese | 144–135 | Maccabi Tel Aviv | 77–67 | 67–68  |

### Partido de ida
| 7 de abril de 1967 | Ignis Varese                   | 77–67       | Maccabi Tel Aviv                    | |  |
|                    | Parciales: 36-34, 41-33        |             |                                     | |  |
|                    | Estadísticas Stan McKenzie, 25 | Reporte Pts | Estadísticas Tanhum Cohen-Mintz, 18 | Pabellón: Palasport Lino Oldrini, Varese Asistencia: 5.000 espectadores Árbitros: Roger Weber (SUI), Theodor Schober (RFA) |  |

### Partido de vuelta
| 13 de abril de 1967 | Maccabi Tel Aviv                    | 68–67       | Ignis Varese                   | |  |
|                     | Parciales: 36-34, 41-33             |             |                                | |  |
|                     | Estadísticas Tanhum Cohen-Mintz, 16 | Reporte Pts | Estadísticas Stan McKenzie, 23 | Pabellón: Yad Eliyahu, Tel Aviv Asistencia: 5.500 espectadores Árbitros: Dragaš Jakšić (YUG), Kostas Dimou (GRE) |  |

| Campeón de la Recopa de Europa 1966–67 |
| -------------------------------------- |
| Ignis Varese 1.er título               |